# Ивашковский, Семён Мартынович
Семён Мартынович Ивашковский (1774 — 23 апреля [5 мая] 1850) — русский филолог, профессор Московского университета.

## Биография
Происходил из духовного звания; родился в 1774 году. Окончил курс в Смоленской духовной семинарии и в Московском университете (1801). Преподавал в 1801—1812 годах в Университетской гимназии и в 1804—1827 годах в Московской губернской гимназии.
В 1806 году Ивашковский получил степень доктора философии. С 1819 года в должности адъюнкта кафедры греческого языка и словесности преподавал в Московском университете: экстраординарный профессор — с 1825 года; с 1826 по 1835 годы был ординарным профессором греческой словесности отделения словесных наук.
Преподавание Ивашковского, несмотря на безусловную учёность профессора, «не приносило научной пользы и любви к своему предмету». По мнению А. В. Никитенко, Ивашковский «был учёный старых времён: в нём буква поглощала смысл науки. Его филологические исследования не шли дальше кропотливого собирания материала, с которым он, кажется, сам затруднялся, что делать».
Делом жизни Ивашковского было составление 4-томного «Полного греческо-российского словаря», который был опубликован уже после его ухода из университета (1838). Вскоре вышел в свет и его «Полный российско-латинский словарь». По рекомендации академика Ф. Б. Грефе, труды Ивашковского были удостоены Демидовской премии.
Был директором университетской библиотеки (1832—1835).
В 1835 году вышел в отставку по болезни.
Был награждён орденами Св. Анны 3-й степени (1818) и Св. Владимира 4-й степени (1834). В 1834 году был произведён в чин статского советника.
Из сочинений Ивашковского известны:
- «Ксенофонтовы достопамятности Сократа» (пер. М., 1829);
- «Начала логики» (М., 1829)
- «Полный греческо-российский словарь» (4 т. М., 1838);
- «Полный русско-латинский словарь» (М. 1838—1841) — удостоен Демидовской премии;
- «Полный латино-русский словарь» (1849—1853)

и ряд речей: «О пользе эллинского языка», «О греческих классиках» и др.
Был женат на Марии Ивановне Краснопевцевой. Их дети: Иван, Дмитрий, Евграф.